# Быковка (Житомирская область)
Бы́ковка (укр. Биківка) — посёлок в Житомирском районе Житомирской области Украины. До 19 июля 2020 года входил в состав Романовского района.

## История
В 1900 году Быковка являлась селом Житомирского уезда Волынской губернии, здесь насчитывалось 85 домов и 700 жителей.
В январе 1918 года в селе была установлена Советская власть, но в дальнейшем в ходе гражданской войны власть несколько раз менялась.
В 1923 году Быковка вошла в состав Дзержинского района.
20 октября 1938 года Быковка получила статус посёлка городского типа.
В ходе Великой Отечественной войны в 1941—1943 гг. селение находилось под немецкой оккупацией. Из жителей села 165 человек воевали в РККА и свыше 50 человек — в партизанском соединении С. Ф. Маликова.
По состоянию на начало 1973 года численность населения составляла 2,1 тыс. человек, здесь действовали стекольный завод, заводской Дом культуры, почтовое отделение, больница на 25 мест, средняя школа, детский сад и библиотека.
В январе 1989 года численность населения составляла 2060 человек.
На 1 января 2013 года численность населения составляла 1796 человек.

## Транспорт
Посёлок находится в 30 км от станции Курное на железнодорожной линии Житомир — Новоград-Волынский.

## Местный совет
13012, Житомирская область, Житомирский район, пгт Быковка, ул. Мира, 8.